# Tenacia (traghetto)
Il Tenacia è un traghetto appartenente alla compagnia di navigazione Grimaldi Lines ed in noleggio a lungo termine alla GNV.

## Servizio
Varato il 1º marzo 2008 nei Nuovi Cantieri Apuania di Marina di Carrara con il nome di Tenacia e consegnato il 4 aprile alla Grimaldi Lines, prende servizio il giorno successivo nei collegamenti tra Genova e Barcellona sotto le insegne della GNV.

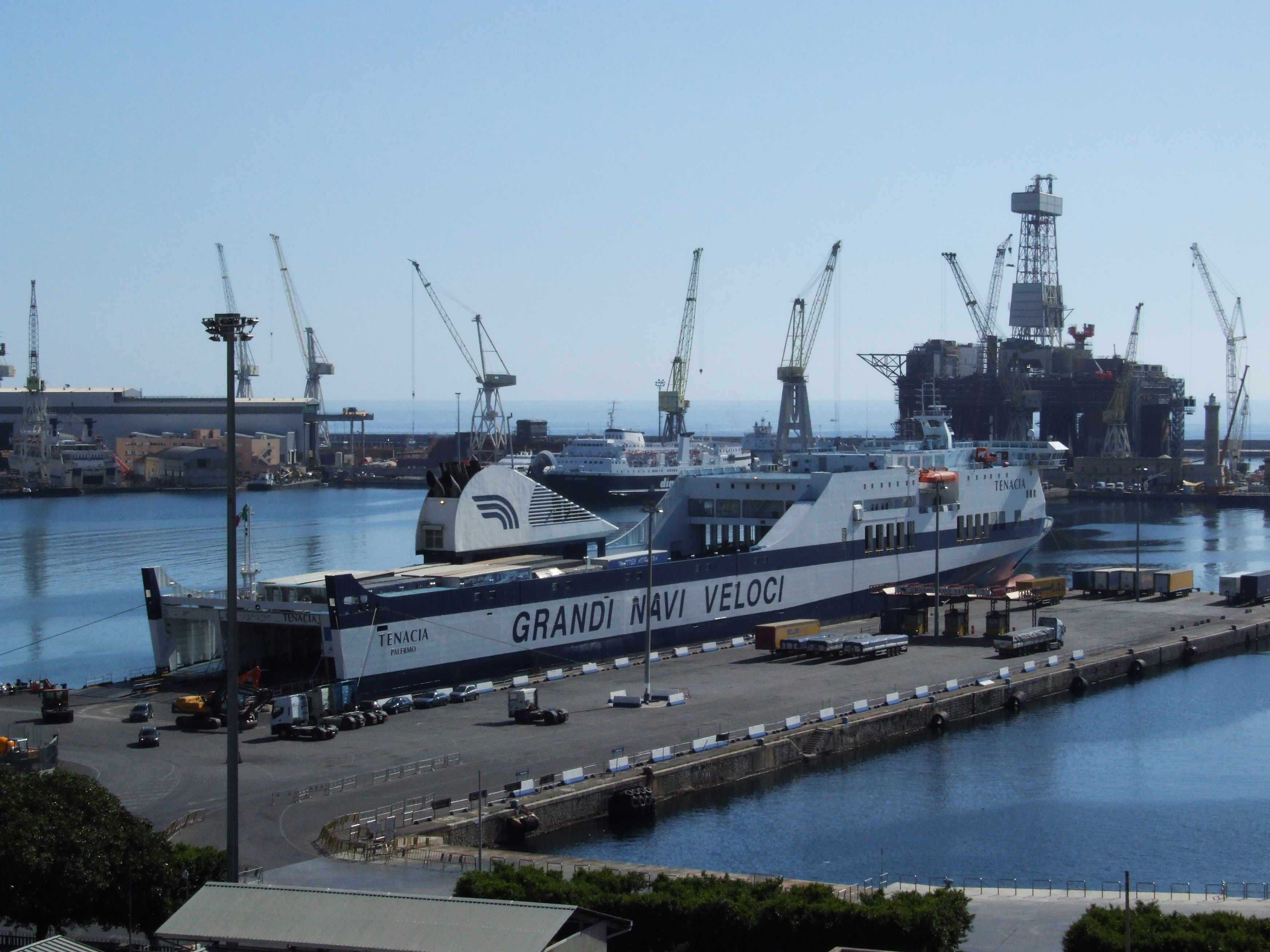
Il Tenacia ormeggiato a Palermo nel 2009.

Da aprile a giugno 2010 viene sottoposto a lavori di ristrutturazione nei Nuovi Cantieri Apuania di Marina di Carrara, durante i quali viene aumentata la capacità passeggeri.
Nel novembre del 2011 viene noleggiato a lungo termine alla Trasmediterránea e prende servizio a dicembre nei collegamenti tra Barcellona, Valencia e Palma di Maiorca.

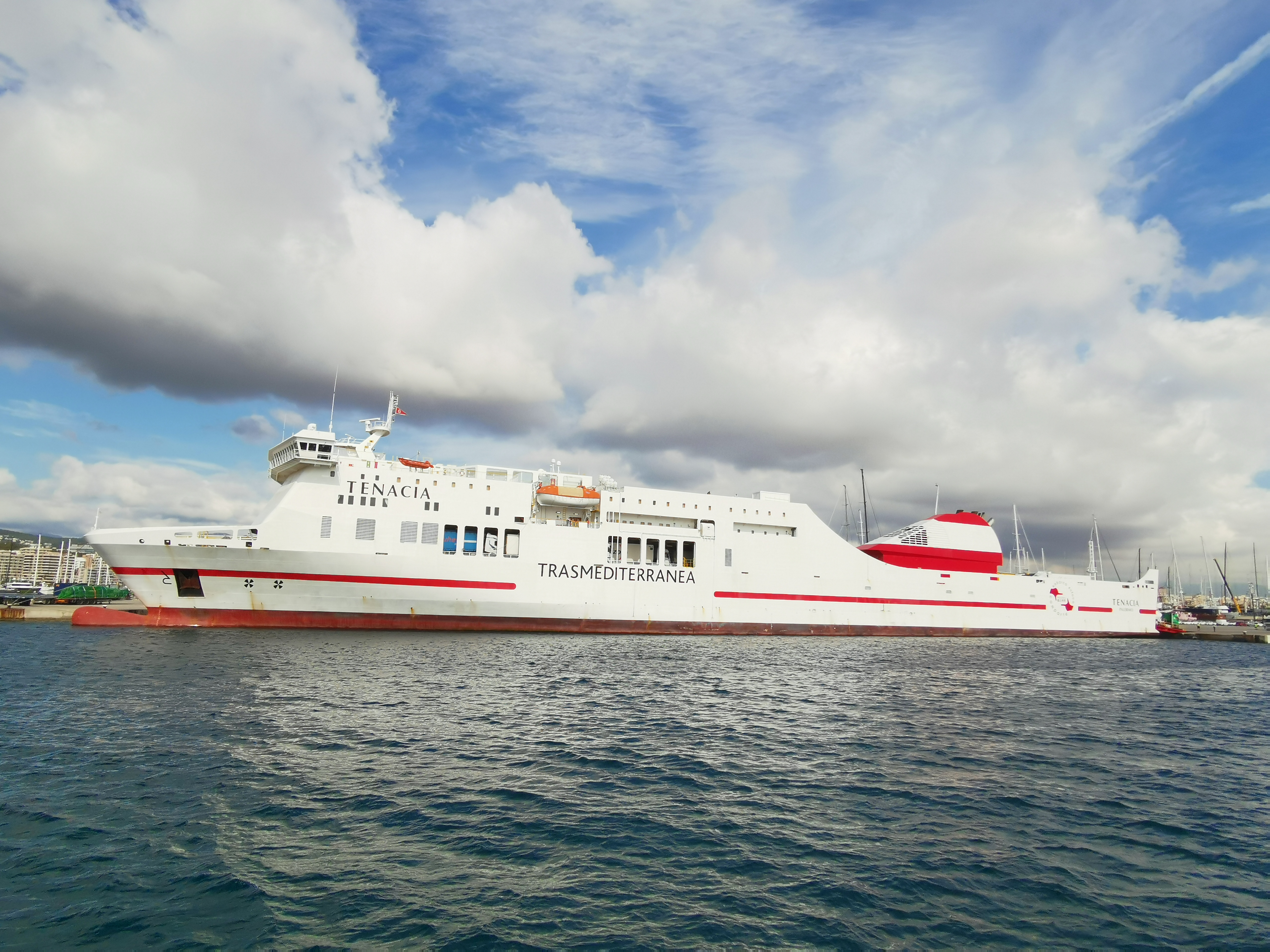
Il Tenacia ormeggiato a Palma di Maiorca nel 2019.

Il 15 ottobre 2020 viene noleggiato insieme al gemello Forza alla GNV e prende servizio nei collegamenti tra Valencia e Palma di Maiorca, operando tuttavia a rotazione anche nelle altre linee del network GNV.
Il 20 gennaio 2022 il noleggio a scafo nudo viene esteso per altri 5 anni.
Il 23 novembre 2022 viene subnoleggiato alla Caronte & Tourist ed impiegato fino a fine dicembre nei collegamenti tra Salerno e Messina in sostituzione del Cartour Delta.
L'8 luglio 2024, durante la navigazione verso Palma di Maiorca, scoppia un incendio nella sala macchine del traghetto, prontamente domato dall'equipaggio. Tuttavia il traghetto, persa la propria propulsione a causa dell'incendio, viene successivamente trainato dal rimorchiatore Xerea a Valencia. 
Nello stesso mese viene trasferito al traino in cantiere a Napoli, dove viene riparato.
A inizio luglio 2025 torna in servizio nei collegamenti tra Civitavecchia e Termini Imerese.

## Navi gemelle
- Rizhao Orient
- Athena Seaways
- Forza
- Superfast I
- Superfast II
- Victoria Seaways
- Regina Seaways